# I tre moschettieri (film 1961)
I tre moschettieri è un film del 1961 diretto da Bernard Borderie e tratto dal romanzo I tre moschettieri di Alexandre Dumas.

## Produzione
Il film, diretto da Bernard Borderie su una sceneggiatura di Jean Bernard-Luc e Bernard Borderie con il soggetto di Alexandre Dumas (padre) (autore del romanzo), fu prodotto da Raymond Borderie per la Films Borderie, la Les Films Modernes e la Fono Roma con la partecipazione di Le Film d'Art e girato in Francia.
Le ambientazioni, i costumi e gli oggetti di scena sono molto elaborati e danno l'impressione di precisione storica. Bernard Borderie e la sua crew hanno dimostrato qui le qualità che in seguito hanno contribuito in modo sostanziale al successo della sua serie di cinque film drammatici in costume sull'eroina di Anne e Serge Golon, Angelica. 
Poiché Bernard Borderie aveva già realizzato diversi film di Lemmy Caution era un esperto di scene di combattimento. Al contrario delle scene di duello altrettanto brillantemente eseguite dal ballerino Gene Kelly nel precedente adattamento del romanzo di Dumas, i duelli di questo film sembrano più pericolosi.

## Location
Il film è stato girato nel parco parigino del Bois de Boulogne, nei dintorni e nel Castello di Guermantes in Seine-et-Marne e a Semur-en-Auxois (dipartimento Côte-d'Or).

## Distribuzione
Il film fu distribuito in Francia dal 4 ottobre 1961 al cinema dalla Prodis.
Alcune delle uscite internazionali sono state:
- in Belgio il 17 novembre 1961
- in Finlandia il 16 marzo 1962 (D'Artagnan ja kolme muskettisoturia)
- in Portogallo il 27 aprile 1962 (Os Três Mosqueteiros)
- in Danimarca il 25 giugno 1962
- in Finlandia il 21 dicembre 1973 (riedizione)
- in Brasile (Os Três Mosqueteiros)
- in Ungheria (A három testőr: A királynő nyakéke)
- in Germania Ovest (Die drei Musketiere - 1. Teil: Haudegen der Königin)
- in Spagna (Los 3 Mosqueteros)
- in Messico (Los 3 mosqueteros)
- in Grecia (O D'Artagnan kai i ekdikisis ton 3 somatofylakon)
- in Italia (I tre moschettieri)

## Accoglienza

### Botteghino
Il film è stato il sesto film più popolare al botteghino francese nel 1961 incassando 33,5 milioni di dollari

### Critica
Secondo il Morandini, il film è "Energico, vispo, scattante" ma soffre di "troppi cambiamenti di tono".

## Seguito
Il film è l'adattamento solamente della prima parte del romanzo di Dumas. La seconda parte è stata adattata nel suo sequel, La vendetta dei moschettieri.